# Dzień radia (film)
Dzień radia (ros. День радио) – rosyjski film komediowy z 2008 roku w reżyserii Dmitrija Diaczenki. W fabułę wplecione zostały piosenki wykonywane przez wiele gwiazd rosyjskiej i ukraińskiej muzyki, takich jak Vopli Vidopliassova, Ilja Lagutenko, Nikołaj Fomienko, Max Pokrowski czy Sergiej Babkin.

## Opis fabuły
Modna moskiewska stacja radiowa ma wyemitować charytatywny program złożony z występów znanych muzyków oraz wywiadów z gośćmi. W ostatniej chwili okazuje się, że kilkanaście minut wcześniej identyczny program na ten sam temat rozpoczęła konkurencja. Radiowcy muszą szybko znaleźć nowe wydarzenie, poruszające serca słuchaczy. W materiałach jednej z agencji prasowych znajdują notkę o awarii małego kutra przewożącego na Morzu Japońskim artystów i zwierzęta z niewielkiego rosyjskiego cyrku. Dziennikarze radia szybko zmieniają ten błahy incydent w mrożącą krew w żyłach opowieść o przedstawicielach dziesiątków niezwykle rzadkich gatunków zwierząt, transportowanych do zoo, którym grozi zagłada. 

## Obsada
- Leonid Barats – Alosza
- Aleksandr Demidow – Sasza
- Maksim Witorgan – Maks
- Rostisław Kait – Sława
- Dmitrij Marjanow – Dima
- Michaił Kozyrew – Misza
- Nonna Griszajewa – Nonna
- Kamil Larin – Kamil
- Anna Kasatkina – Ania
- Maksim Pokrowski

i inni

## Dystrybucja
Film zadebiutował w rosyjskich kinach 20 marca 2008 roku. W Polsce nie znalazł się w szerokiej dystrybucji kinowej, lecz trafił od razu do telewizji. Jako pierwszy zaprezentował go wyspecjalizowany w kinie rosyjskojęzycznym kanał Wojna i Pokój.